# Teluri
Teluri (tiếng Latinh: Tellurium) là một nguyên tố hóa học trong bảng tuần hoàn nguyên tố có ký hiệu Te và số nguyên tử bằng 52.
Nó có màu sáng óng ánh bạc của á kim, giòn và có độc tính trung bình, trông giống thiếc. Teluri có quan hệ hóa học gần gũi với selen và lưu huỳnh. Nó hay được dùng trong pha chế hợp kim và chất bán dẫn.
Nó thường được tìm thấy trong ở dạng tự sinh trong tự nhiên như các tinh thể nguyên tố. Teluri phổ biến trong vũ trụ hơn là trên Trái Đất. Nó là nguyên tố cực kỳ hiếm trong vỏ Trái Đất, hiếm tương đương platin, một phần là do sự hình thành của hợp chất với hydro dễ bay hơi làm cho nguyên tố này bị mất trong không gian ở dạng khí trong quá trình hình thành tinh vân nóng của hành tinh.
Teluri không có chức năng sinh học, mặc dù nấm có thể kết hợp nó trong vị trí của lưu huỳnh và selen trong các amino acid như telluro-cysteine và telluro-methionine. Trong cơ thể con người, teluri một phần được chuyển hóa thành dimethyl teluride, (CH3)2Te.

## Thuộc tính

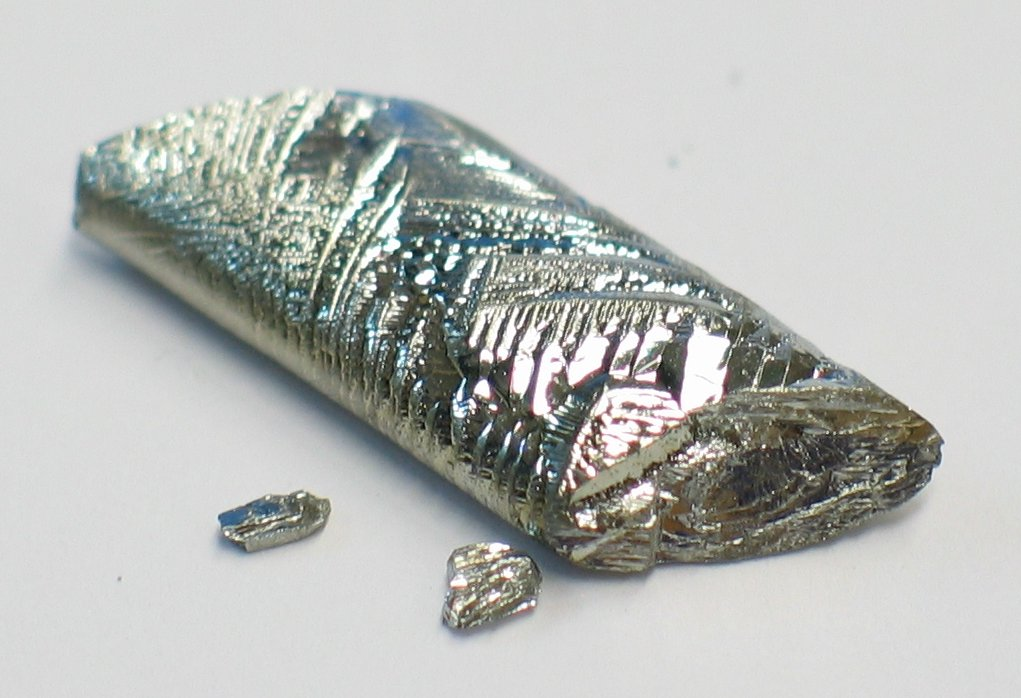
Tinh thể teluri

Teluri là nguyên tố hiếm, có tính chất hóa học giống oxy, lưu huỳnh, selen và poloni (các nguyên tố của nhóm nguyên tố 16).
Ở dạng tinh thể, teluri có màu sáng bạc và khi ở trạng thái nguyên chất, nó có óng ánh kim loại. Nó giòn, dễ vỡ, dễ nghiền thành bột. Teluri vô định hình có thể được tạo ra từ kết tủa trong axit chứa teluri (Te(OH)6). Tuy nhiên có tranh cãi rằng dạng kết tủa có thể không thực sự vô định hình mà gồm các vi tinh thể.
Teluri là một chất bán dẫn loại p, có độ dẫn điện phụ thuộc hướng sắp xếp của các nguyên tử trong tinh thể. Liên hệ hóa học với selen và lưu huỳnh, độ dẫn điện của teluri tăng nhẹ khi được chiếu sáng.  Chất bán dẫn teluri có thể được pha thêm đồng, vàng, bạc hay kim loại khác.
Teluri cháy trong không khí tạo lửa màu lục lam và sinh ra teluri oxide. Khi nóng chảy, teluri ăn mòn đồng, sắt và thép không gỉ.

## Ứng dụng
- Pha chế hợp kim: cho thêm vào chì để tăng độ cứng, độ bền và chống sự ăn mòn của acid sulfuric. Cho thêm vào đồng và thép không gỉ để dễ chế tạo. Cho thêm vào gang để dễ làm nguội.
- Dùng trong đồ sứ.
- Hợp chất của teluri với bismuth (Bi2Te3) và chì (PbTe) được dùng trong các thiết bị nhiệt điện.
- Dùng trong ngòi nổ.
- Dùng làm hợp kim với cadmi (cadmi(II) teluride, CdTe) để sản xuất pin mặt trời có hiệu suất sinh điện cao.[8][9][10][11]

## Lịch sử
Teluri (tiếng Latin nghĩa là đất) được khám phá năm 1782 bởi Franz-Joseph Müller von Reichenstein ở Rumani. Năm 1798 nó được đặt tên bởi Martin Heinrich Klaproth, người đã chiết tách được chất này.
Những năm 1960, các ứng dụng nhiệt điện và công nghệ chế tạo thép thuận tiện đã nâng nhu cầu sử dụng teluri.

## Độ phổ biến
Teluri thỉnh thoảng có thể tìm thấy ở dạng nguyên chất trong tự nhiên, nhưng thường hay thấy trong các hợp chất với vàng, hay các kim loại khác. Do cùng chuỗi hóa học với selen và lưu huỳnh, teluri cũng tạo hợp chất tương tự với các kim loại, hiđrô and hay các ion kiểu này, gọi là telurit. Vàng và bạc telurit được coi là các quặng tốt.
Độ phổ biến của teluri trong vỏ Trái Đất có thể so sánh với platin, teluri là một trong những nguyên tố rắn bền và hiếm trong vỏ Trái Đất. Nó chiếm khoảng 1 µg/kg, trong khi nguyên tố đất hiếm nhóm Lanthan trong vỏ Trái Đất chiếm 500 µg/kg.

## Đồng vị
Teluri có 30 đồng vị đã biết, với khối lượng nguyên tử từ 108 đến 137. Teluri là một trong những nguyên tố nhẹ nhất trải qua phân rã anpha, với các đồng vị 106Te đến 110Te được biết là phân rã theo cơ chế này. Trong tự nhiên tồn tại 8 đồng vị teluri (bảng bên), 122Te, 124Te, 125Te và 126Te là bền, trong khi 4 đồng vị còn lại 120Te, 123Te, 128Te and 130Te có tính phóng xạ.
Các đồng vị bền chỉ chiếm 33,2% trong các teluri tự nhiên; điều này có thể do chu kỳ bán rã dài của các đồng vi phóng xạ. Chu kỳ bán rã của chúng dao động từ 1013 đến 2,2.1024 năm (đối với 128Te). Do đó, 128Te là đồng vị có chu kỳ bán rã lâu nhất trong tất cả các hạt nhân phóng xạ, bằng khoảng 160 tỉ (1012) lần tuổi của vũ trụ.

## Sản xuất
Nguồn thu teluri chủ yếu từ bùn dính tại các điện cực anode trong lúc điện phân tinh lọc các xốp đồng. Xử lý 500 tấn quặng đồng thu hồi được 0,45 kg teluri. Teluri được sản xuất chủ yếu ở Hoa Kỳ, Peru, Nhật Bản và Canada. Năm 2009, theo Cục Địa chất Anh, Hoa Kỳ sản xuất 50 tấn, Peru 7 t, Nhật 40 t và Canada 16 t.

## Cảnh báo
Nồng độ teluri 0,01 mg/m3 hay ít hơn trong không khí gây nên mùi giống mùi tỏi. Teluri và các hợp chất của nó được coi là độc và cần phải cẩn trọng khi làm việc với chúng.